# Fair use
Fair use (anglicky; přibližně dovolené užití nebo řádné užití) je ustanovení americké legislativy autorského práva, které dovoluje i bez souhlasu držitele autorských práv některá využití chráněného díla, pokud splňují jisté specifické podmínky. Mimo Spojené státy existuje podobné ustanovení např. ve Velké Británii, kde se označuje termínem fair dealing.
Podle ustanovení fair use je povoleno využití chráněného díla za účelem kritiky, komentáře, parodie, novinářského zpravodajství, výuky, výzkumu apod. Aby se užití kvalifikovalo jako fair use, je třeba zvážit některá hlediska:
1. účel a povahu užití, včetně zvážení, zda použití má ziskovou povahu, či jde o neziskové vzdělávací účely,
2. druh chráněného díla,
3. množství a míru použité části díla v poměru k dílu jako celku a
4. vliv užití na potenciální trh nebo hodnotu chráněného díla.

## Fair use v jiných zemích
V mezinárodním pojetí autorského práva definovaném v Bernské úmluvě (článek 9, odstavec 2) je jednotlivým státům umožněno omezit výhradní práva autora, za podmínky, že je takto autor omezen jen ve zvláštních případech, tato omezení nenarušují normální využívání díla a nezpůsobují autorovým oprávněným zájmům neospravedlnitelnou újmu (tzv. trojstupňový test). Bernská úmluva také výslovně v článku 10 dovoluje citace zveřejněných děl a využívání autorských děl pro vzdělávací účely, pokud je v souladu s poctivými zvyklostmi (v angličtině fair practice).
Český autorský zákon tato pravidla implementuje ve čtvrtém díle první hlavy zákona (Omezení práva autorského), v jehož § 29 je popsán trojstupňový test a v dalších částech (§§ 30–39) jsou popsána odpovídající omezení autorova výhradního práva. Spadají sem tzv. volná užití (umožňující užití některých děl pro osobní potřebu) a tzv. bezúplatné zákonné licence (umožňující citace, zobrazování děl umístěných na veřejném prostranství, vyobrazení děl v katalogu výstavy apod., úřední a zpravodajské využití díla, využití díla v rámci občanských a náboženských obřadů a školních představení, rozmnožování děl v knihovnách a archivech atd.). Tato část zákona má zhruba stejný účel (a podobný obsah) jako americké fair use, ale její konstrukce je značně odlišná.